# The First Omen
The First Omen är en amerikansk skräckfilm, som hade premiär 2024. Filmen är regisserad av Arkasha Stevenson som även skrivit manus tillsammans med Tim Smith och Keith Thomas. Filmen är en prequel till filmen Omen från 1976.
Filmen hade biopremiär i Sverige den 3 april 2024, utgiven av Walt Disney Pictures.

## Handling
Filmen kretsar kring en ung kvinna som skickas till Rom för att tjänstgöra för kyrkan. Där upptäcker hon en hemlighet som får henne att tvivla.

## Rollista (i urval)
- Nell Tiger Free – Margaret
- Sônia Braga – Silvia
- Ralph Ineson – fader Brennan
- Bill Nighy – Lawrence
- Tawfeek Barhom
- Nicole Sorace